# Oxypetalum humile
Oxypetalum humile är en oleanderväxtart som först beskrevs av Thomas Morong, och fick sitt nu gällande namn av Hassler. Oxypetalum humile ingår i släktet Oxypetalum och familjen oleanderväxter. Inga underarter finns listade i Catalogue of Life.